# جوزيف تي غودمان
جوزيف تي غودمان (بالإنجليزية: Joseph T. Goodman)‏ هو صحفي وعالم إنسان أمريكي، ولد في 18 سبتمبر 1838 في ماسونفيل في الولايات المتحدة، وتوفي في 1 أكتوبر 1917 في ألاميدا في الولايات المتحدة.